# Kevin Mitnick
Kevin Mitnick (6 tháng 8 năm 1963 – 16 tháng 7 năm 2023) là một trong những hacker phạm tội nổi tiếng nhất thế giới. Những "thành tích" bất hảo của Kevin Mitnick làm cho anh ta trở nên nổi tiếng bao gồm nhiều lần xâm nhập vào các hệ thống tối mật của chính phủ Hoa Kỳ và một số ngân hàng danh tiếng. Năm 1999 Mitnick bị bắt giam và phải bồi thường một khoản tiền lớn cho những thiệt hại anh ta đã gây ra. Sau thời gian cải tạo, cảm thấy chưa yên tâm, chính quyền địa phương nơi Mitnick ở vẫn duy trì lệnh cấm anh chàng hacker này sử dụng các phương tiện thông tin như máy tính, Internet, điện thoại di động...
Mitnick là một trong những hacker nổi tiếng nhất của thế kỷ 20. Ông từng thâm nhập thành công vào mạng nội bộ và ăn cắp phần mềm của nhiều công ty danh tiếng, trong đó có Sun Microsystems và Motorola.

Từ hồi còn là một thiếu niên, Mitnick đã đột nhập vào mạng điện thoại trước khi chuyển sang máy tính. Dù vậy, ông không bao giờ ăn cắp tiền hay gây ra những thiệt hại nghiêm trọng mà chỉ muốn "trải nghiệm cảm giác ly kỳ".

Hiện nay, những doanh nghiệp từng bị Mitnick tấn công lại thuê ông phá vỡ hệ thống của họ để tìm ra khiếm khuyết bảo mật.